# センスアンプ
センスアンプ（Sense_amplifier）とは、電子システムにおいて微小信号を増幅・検出するための回路である。
ダイナミック・ランダム・アクセス・メモリー（DRAM）などのメモリー回路で一般的に使用され、メモリーセルに格納された微弱な信号を読み取って増幅する。

## 解説
現代のコンピュータ・メモリにおいて、センスアンプは半導体メモリ・チップ（集積回路）上の回路を構成する要素の1つであり、この用語自体は磁気コアメモリの時代にまでさかのぼる。センスアンプは、メモリからデータを読み出す際に使用される読み取り回路の一部であり、その役割は、メモリ・セルに格納されたデータ・ビット（1または0）を示すビットラインからの低電力信号を感知し、小さな電圧スイングを認識可能なロジック・レベルまで増幅して、メモリ外のロジックでデータを適切に解釈できるようにすることである。
現代のセンスアンプ回路は2～6個（通常は4個）のトランジスタで構成されているが、初期のコアメモリ用センスアンプは13個ものトランジスタを含んでいたこともある。メモリセルの列ごとにセンスアンプが1つずつあるため、現代のメモリチップには通常、数百～数千個の同じセンスアンプが存在する。 そのため、センスアンプはコンピュータのメモリサブシステムに残された数少ないアナログ回路の1つである。

## 基本構造

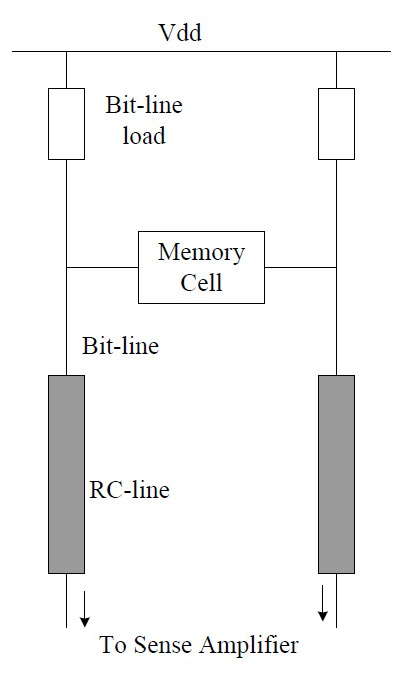
図1(a)

センスアンプは、メモリからのデータ読み出しおよびリフレッシュ動作中に必要となる。
| 回路の種類     | 動作モード |
| -------------- | ---------- |
| 差動増幅回路   | 電圧モード |
| 非差動増幅回路 | 電流モード |

## メモリチップの動作
半導体メモリー・チップ内のデータは、メモリー・セルと呼ばれる小さな回路に保存される。センス・アンプは主に揮発性メモリ・セルに適用される。メモリ・セルはSRAMセルかDRAMセルで、チップ上に行と列に並べられている。各ラインは行の各セルに接続されている。行に沿ったラインはワードラインと呼ばれ、電圧をかけることでアクティブになる。列に沿って走る線はビット線と呼ばれ、このような相補的な2本のビット線がアレイの端にあるセンスアンプに接続されている。センスアンプの数は、チップ上の「ビット線」の数と同じである。各セルは、特定のワード線とビット線の交点に位置し、これを「アドレス指定」に使用できる。セル内のデータは、行と列の上部に沿って走る同じビット線によって読み書きされる。

### SRAMの動作
特定のメモリ・セルからビットを読み出すには、そのセルの行に沿ったワード線をオンにし、その行の全てのセルをアクティブにする。そしてセルから記憶された値（ロジック 0 または 1）がそのセルに関連するビット線に来る。つの相補的なビット線の端にあるセンス・アンプは小さな電圧を通常のロジック・レベルまで増幅する。目的のセルからのビットは、セルのセンス・アンプからバッ ファにラッチされ、出力バスに置かれる。

### DRAMの動作
DRAMのセンスアンプ動作はSRAMとよく似ているが、追加的な機能を果たしている。DRAMチップのデータは、メモリセル内の小さなキャパシタに電荷として保存されている。読み出し動作によってセル内の電荷が減少し、データが破壊されるため、データが読み出された後、センスアンプは直ちに電圧を印加してセル内にデータを書き戻し、コンデンサを再充電しなければならない。これをメモリ・リフレッシュと呼ぶ。

### 設計目標
その設計の一部として、センス・アンプは、最小のセンス遅延、必要な増幅レベル、最小の消費電力、制限されたレイアウト領域への適合、高い信頼性と耐性を目指している。